# Pandeben
Pandeben eller frontalknoglen (latin: os frontale) er en knogle i det menneskelige kranium. Knoglen består af tre dele.. Disse er squama frontalis, den orbitale del, og den nasale det, og danner herved den benede del af panden, en del af den benede øjenhule der holder øjet, og dele af den benede del af næsen. Navnet kommer fra det latinske ord frons (det betyder "pande").